# Peau de vache (film, 2001)
Pour les articles homonymes, voir Peau de vache.
 (juillet 2025).
Pour plus de détails, voir Fiche technique et Distribution.
Peau de vache est un court métrage français écrit et réalisé par Gérald Hustache-Mathieu, sorti en 2001. 
Il a remporté le César du meilleur court métrage en 2003.

## Synopsis
Claudine vit à la ferme avec ses parents. Lorsqu'elle ne divertit pas les enfants du village, elle s'occupe des vaches. Mais Claudine a un secret : fasciné par l'immense taureau dans son enclos, elle rêve de se transformer en vache afin de vivre à ses côtés...

## Fiche technique
- Réalisation et scénario : Gérald Hustache-Mathieu
- Production :  Fidélité Films
- Productrice : Isabelle Madelaine
- Image : Aurélien Devaux
- Montage : François Quiqueré
- Format : 35 mm
- Durée : 22 minutes

## Distribution
- Sophie Quinton : Claudine
- Clémence Massart-Weit : la mère
- Jean-Claude Blanchard : le père
- Olivier Saint-Jours : le routard
- James Lachaize : le chef de bande
- Nicolas Joutel : Vincent
- Baptiste Thimonier : Thierry
- Titouan Hervé : Yves
- Gilles Cauchois : Xavier

## Distinctions
- César du meilleur court métrage en 2003
- Récompensé au Festival international du court métrage de Clermont-Ferrand